# Кримський федеральний округ
Кри́мський федера́льний о́круг — федеральний округ Російської Федерації, який існував у 2014—2016 роках. Округ охоплює територію України, яку було анексованою Росією у 2014 році у результаті військової інтервенції. Був утворений указом президента Росії Володимира Путіна від 21 березня 2014 року. Скасований 28 липня 2016 року (територію передано до складу Південного ФО).
Наразі триває Кримська криза через тиск світового співтовариства на Російську Федерацію з метою повернення колишнього округу до складу України.
До складу округу входили два адміністративні регіони України — Автономна Республіка Крим та місто Севастополь. Розташовувався на Кримському півострові. Адміністративний центр — Сімферополь.
Найвищими органами влади округу було визначено так звану Державну раду Республіки Крим та Законодавчі збори Севастополя. Повноважним представником президента Російської Федерації в Криму призначено віце-адмірала Олега Белавенцева.

## Історія утворення
Події Євромайдану, які призвели, зокрема, до усунення Віктора Януковича від виконання обов'язків президента України, викликали обурення в частини населення Криму, значно підсилене неправдивою чи викривленою інформацією, поширюваною російськими та проросійськими ЗМІ. 23 лютого проросійські виступи розпочалися в Севастополі, а 27 лютого 2014 року розпочалася російська інтервенця до Криму, коли невідомі озброєні люди без знаків розрізнення (ймовірно колишні бійці розформованого 25 лютого 2014 спецпідрозділу «Беркут», що брали участь в кривавому придушенні протестів у Києві, та російські спецпризначенці) захопили й блокували Верховну Раду Криму та інші адміністративні будівлі, аеропорти у Сімферополі та Севастополі, установи зв'язку, засоби масової інформації тощо.
1 березня 2014 року Рада Федерації РФ підтримала звернення президента Росії Володимира Путіна про дозвіл на застосування Збройних сил Російської Федерації на території України. 6 березня Верховна Рада Автономної Республіки Крим під наглядом російських військових оголосила про проведення 16 березня референдуму, обидва варіанти відповіді якого були сформульовані так, що виключали приналежність Криму до України.
16 березня 2014 року відбувся «референдум про статус Криму», на якому за офіційними даними 96,77 % жителів АРК та міста Севастополь проголосували за возз'єднання відповідних територій з Російською Федерацією. 17 березня Верховна Рада АРК проголосила незалежність Республіки Крим, а 18 березня у Георгіївській залі Московського Кремля Президент Росії Володимир Путін спільно з самопроголошеними Головою Ради Міністрів АРК Сергієм Аксьоновим, спікером Верховної Ради АРК Володимиром Костантиновим, та самопроголошеним «головою координаційної ради зі створення управління з забезпечення життєдіяльності Севастополя» Олексієм Чалим підписали Договір про прийняття Республіки Крим до складу Росії. 21 березня Рада Федерації Росії прийняла закон про ратифікацію Договору від 18 березня та закон про утворення нових суб'єктів федерації — Республіки Крим та міста федерального значення Севастополь, закріпивши анексію цих регіонів Росією.

## Склад округу
Нижче наведено перелік суб'єктів Російської Федерації, які складали Кримський федеральний округ.
| Кримський федеральний округ | Кримський федеральний округ | Кримський федеральний округ             | Кримський федеральний округ |
| #                           | Прапор                      | Суб'єкт федерації                       | Адміністративний центр      |
| --------------------------- | --------------------------- | --------------------------------------- | --------------------------- |
| 1                           |                             | Республіка Крим                         | Сімферополь                 |
| 2                           |                             | Місто федерального значення Севастополь | Севастополь                 |

За кількістю суб'єктів, чисельністю населення, розмірами території, округ був найменшим серед федеральних округів, поступаючись усім іншим у декілька разів. Це єдиний округ-напівексклав, який не мав сухопутного кордону з іншими округами та основною територією Росії.
Адміністративним центром округу була столиця Республіки Крим — місто Сімферополь, хоча найбільшим містом Криму є інше місто (Севастополь), що серед федеральних округів також характерне тільки для Північно-Кавказького федерального округу.

## Демографія
На території Криму та міста Севастополя мешкають росіяни, українці, кримські татари, вірмени, євреї, греки і представники інших етносів.
Чисельність населення округу за даними Росстату становила 2 327 309 чол. (2016). Щільність населення — 85,63 чол. / км² (2016).
На території Кримського півострова проводилися наступні загальні переписи населення:
- Перепис населення Російської імперії (1897) врахував 547 тисяч жителів;
- Всеросійський перепис населення 1920 року врахував 719 тисяч жителів;
- Перепис населення СРСР (1926) врахував 714 тисяч жителів, падіння чисельності населення пов'язано з  голодом 1921 року;
- Перепис населення СРСР (1937) врахував 997 тисяч жителів;
- Перепис населення СРСР (1939) врахував 1 мільйон 124 тисячі жителів;
- Перепис населення СРСР (1959) врахував 1 мільйон 202 тисячі жителів, за міжпереписний період відбулися значні зміни в населенні півострова, причинами яких стали німецько-радянська війна, що принесла значні втрати населення, а також проведена в роки війни депортація кримських народів (найчисленнішим з депортованих народів були кримські татари);
- Перепис населення СРСР (1970) врахував 1 мільйон 814 тисяч жителів;
- Перепис населення СРСР (1979) врахував 2 мільйона 183 тисячі жителів;
- Перепис населення СРСР (1989) врахував 2 мільйона 459 тисяч жителів;
- Всеукраїнський перепис населення (2001) врахував 2 мільйона 413 тисяч жителів, за міжпереписний період сталася масова репатріація кримських татар.
- Перепис населення Кримського федерального округу (2014) врахував 2 мільйона 284 тисячу постійних жителів (всього враховано 2 мільйона 293 тисячі чоловік).

## Великі міста
У федеральному окрузі було чотири міста з населенням понад 100 тисяч осіб (станом на серпень 2013 року):
| № |  | Місто       | Суб'єкт федерації                       | Населення |
| - |  | ----------- | --------------------------------------- | --------- |
| 1 |  | Сімферополь | Республіка Крим                         | 362 366   |
| 2 |  | Севастополь | Місто федерального значення Севастополь | 344 479   |
| 3 |  | Керч        | Республіка Крим                         | 144 600   |
| 4 |  | Євпаторія   | Республіка Крим                         | 106 840   |